# The Weeknd
The Weeknd, właśc. Abel Makkonen Tesfaye (amh. አቤል ተስፋዬ, ʾÄbel Täsfaye; ur. 16 lutego 1990 w Scarborough) – kanadyjski piosenkarz muzyki R&B, autor tekstów piosenek, producent muzyczny, aktor, scenarzysta i  filantrop pochodzenia etiopskiego.
W 2010 publikował własne utwory w serwisie YouTube pod pseudonimem „The Weeknd”, natomiast w 2011 zyskał sławę poprzez wydanie trzech projektów typu mixtape, House of Balloons, Thursday i Echoes of Silence, które zostały połączone w celu wydania pierwszej kompilacji piosenkarza w 2012, Trilogy, po czym podpisał kontrakt z wytwórnią Republic Records, a także założył własną wytwórnię muzyczną XO.
Do tej pory wydał pięć albumów studyjnych oraz epkę pt. My Dear Melancholy,. Jego dwa albumy osiągnęły szczyt prestiżowej listy albumów w USA, Billboard 200 (Beauty Behind the Madness z 2015 i Starboy z 2016), oraz jej Top 3, tj. Kiss Land z 2013, dziewięć hitów znajdujących się w Top 10 Billboard Hot 100, w tym „Love Me Harder” z Arianą Grande, „Earned It”, „I Feel It Coming”, „Pray for Me” z gościnnym udziałem Kendricka Lamara, czy też cztery single numer jeden w Stanach Zjednoczonych („The Hills”, „I Can’t Feel My Face”, „Starboy” i „Heartless”). W 2017 został pierwszym artystą, którego dwa albumy mają po 2 miliardy odsłuchań w serwisie streamingowym Spotify. Jego czwarty album studyjny, After Hours (2020) zawiera single „Heartless" i „Blinding Lights", z czego oba z nich dotarły na szczyt Hot 100. 
Laureat trzech nagród Grammy i dziewięciu statuetek Juno Awards. Za singiel „Earned It”, promujący dramat erotyczny Pięćdziesiąt twarzy Greya z 2015 otrzymał nominację do Oscara w kategorii Najlepsza piosenka oryginalna.

## Życiorys
Urodził się 16 lutego 1990 w Toronto  w prowincji Ontario. Ma pochodzenie etiopskie, jego rodzice wyemigrowali z Etiopii w latach 80. XX wieku. Artystą opiekowała się przez większość jego dzieciństwa babcia, co spowodowało, że pierwszym językiem, w którym był w stanie mówić biegle, stał się amharski.
Uczęszczał do Samuel Hearne Middle School. W wieku 17 lat porzucił szkołę, a pewnego weekendu „wyszedł i nigdy nie wrócił do domu”, co stało się inspiracją do powstania jego pseudonimu scenicznego „The Weeknd”. Pisownia pseudonimu została zmodyfikowana, aby uniknąć problemów w sprawie praw autorskich, jako że istniał już kanadyjski zespół o nazwie The Weekend.
W 2019 zadebiutował w filmie Josha i Benny’ego Safdie Nieoszlifowane diamenty. Ponadto użyczył głosu jednemu z bohaterów sitcomu Amerykański tata, do którego również miał możliwość napisania scenariusza do jednego z odcinków. W 2023 roku wystąpił w serialu „The Idol”, którego jest współtwórcą.

## Życie prywatne
Spotykał się z modelką Bellą Hadid i piosenkarką Seleną Gomez.

## Dyskografia
| Rok  | Tytuł albumu              |
| ---- | ------------------------- |
| 2013 | Kiss Land                 |
| 2015 | Beauty Behind the Madness |
| 2016 | Starboy                   |
| 2020 | After Hours               |
| 2022 | Dawn FM                   |
| 2025 | Hurry Up Tomorrow         |